# Maurice Brillant
Moïse Brillant, conosciuto con lo pseudonimo Maurice Brillant (Combrée, 15 ottobre 1881 – Parigi, 23 luglio 1953), è stato uno scrittore e giornalista francese.

## Biografia
Militante per un breve periodo del movimento politico Le Sillon, discepolo di Lucien Laberthonnière e dell'abate Henri Brémond, fu segretario di redazione della rivista Le Correspondant e diresse con l'abate René Aigrin (1886-1957) un'importante Storia delle religioni, in cinque volumi, pubblicata tra il 1953 e il 1957. 
Noto anche per il volume di critica del balletto Problèmes de la danse (1953), collaborò a diversi giornali cattolici (L'Aube, La Croix, L'Époque, La Vie catholique), su cui si occupò principalmente di questioni artistiche e musicali. Pubblicò anche poesie, libri e saggi religiosi e racconti di viaggio. Fu tra i fondatori dell'Union catholique du théâtre.
Tra i riconoscimenti, ottenne due premi dell'Académie française (Prix Paul Flat per Les années d’apprentissage de Sylvain Briollet nel 1922 e il Prix Alfred Née nel 1935) e il Prix des Vignes de France per il romanzo L'amour sur les tréteaux; la vittoria di quest'ultimo premio fu commentata anche in Italia sulla rivista La Fiera Letteraria:

## Opere
(elenco parziale)
- Poèmes de Pierre Benoit - Maurice Brillant ..., Paris, L'illustration, 1931.
- Les matins d'argent, Paris, 1923.
- Musique sacrée, musique profane. Poèmes, Paris, Garnier Freres 1921.
- Les mystères d'Eleusis, Paris, Renaissance du livre, 1920.
- Le charme de Florence, Paris, Bloud et cie, 1912.
- L'amour sur les tréteaux ou la fidélité punie, Paris, Bloud & Gay, 1924.
- Les secrétaires athéniens, Paris, H. Champion, 1911.
- L'art chrétien au XXe siècle, ses tendances nouvelles, Paris, Bloud & Gay, 1923.

### Traduzioni in italiano
- Maurice Brillant e Maurice Nédoncelle (a cura di), Enciclopedia apologetica della religione cattolica, Alba-Roma, Edizioni Paoline, 1953.
- Storia delle religioni: diretta da Maurice Brillant e Rene Aigrain, edizione italiana a cura di Natale Bussi e Piero Rossano, Alba-Roma, Edizioni Paoline, 1960.